# Марк Лестер
Марк Л. Лестер (англ. Mark L. Lester; 26 листопада 1946) — американський режисер, продюсер та сценарист.

## Біографія
Марк Лестер народився 26 листопада 1946 року у місті Клівленд, штат Огайо, США. Почав кар'єру як режисер-документаліст, знімав фільми на політичні та соціальні теми. Зрештою вирішив робити художнє кіно, так як любив фантастику та пригодницькі фільми, а також трюкове кіно. У 1973 році випускає свій перший великий фільм «Сталева арена» як режисер, сценарист і продюсер. Найвідоміші його фільми, такі як «Клас 1984» (1982) з Майклом Джей Фоксом у своїй першій ролі, містичний трилер за оповіданням Стівена Кінга «Та, що породжує вогонь» (1984) з Дрю Беррімор, бойовик «Командо» (1985) з Арнольдом Шварценеггером, «Розбірки у маленькому Токіо» (1991) з Дольфом Лундгреном і Брендоном Лі.

## Фільмографія
| Рік  |    | Українська назва                 | Оригінальна назва             | Роль                         |
| ---- | -- | -------------------------------- | ----------------------------- | ---------------------------- |
| 1971 | кф | Весілля Тріші                    | Tricia's Wedding              | продюсер                     |
| 1971 | ф  | Сутінки майя                     | Twilight of the Mayas         | режисер, продюсер            |
| 1973 | ф  | Сталева арена                    | Steel Arena                   | режисер, продюсер, сценарист |
| 1974 | ф  | Жінки, що зупиняють вантажівки   | Truck Stop Women              | режисер, продюсер, сценарист |
| 1975 | ф  | Білий дім безумства              | White House Madness           | режисер, продюсер            |
| 1976 | ф  | Боббі Джо і вигнанець            | Bobbie Jo and the Outlaw      | режисер, продюсер            |
| 1977 | ф  | Каскадери                        | Stunts                        | режисер                      |
| 1979 | тф | Золото амазонок                  | Gold of the Amazon Women      | режисер                      |
| 1979 | ф  | Роллер Бугі                      | Roller Boogie                 | режисер                      |
| 1981 | ф  | Будинок розваг                   | The Funhouse                  | продюсер                     |
| 1982 | ф  | Клас 1984                        | Class of 1984                 | режисер, продюсер, сценарист |
| 1984 | ф  | Та, що породжує вогонь           | Firestarter                   | режисер                      |
| 1985 | ф  | Командо                          | Commando                      | режисер                      |
| 1986 | ф  | Озброєний і небезпечний          | Armed and Dangerous           | режисер                      |
| 1989 | ф  | Клас 1999                        | Class of 1999                 | режисер, продюсер, сценарист |
| 1991 | ф  | Розбірки у маленькому Токіо      | Showdown in Little Tokyo      | режисер, продюсер            |
| 1993 | ф  | Елітний загін                    | Extreme Justice               | режисер                      |
| 1995 | ф  | Нічний утікач                    | Night of the Running Man      | режисер, продюсер            |
| 1996 | в  | Ворог суспільства № 1            | Public Enemies                | режисер, продюсер            |
| 1997 | ф  | Розплата за гріхи                | The Ex                        | режисер, продюсер            |
| 1998 | ф  | Подвійне захоплення              | Double Take                   | режисер, продюсер            |
| 1998 | ф  | Дитя вбивці                      | Misbegotten                   | режисер, продюсер            |
| 1999 | ф  | Замовлений убивця                | Hitman's Run                  | режисер, продюсер            |
| 1999 | в  | База                             | The Base                      | режисер, продюсер            |
| 2000 | тф | Жертвопринесення                 | Sacrifice                     | режисер, продюсер            |
| 2000 | тф | База 2                           | Guilty as Charged             | режисер, продюсер            |
| 2000 | ф  | Помста з минулого                | Blowback                      | режисер, продюсер            |
| 2001 | ф  | Жертва диявола                   | Devil's Prey                  | продюсер                     |
| 2001 | ф  | Інстинкт Убивці                  | Instinct to Kill              | продюсер                     |
| 2002 | ф  | Погана карма                     | Bad Karma                     | продюсер                     |
| 2002 | ф  | Повелитель страху                | The Wisher                    | продюсер                     |
| 2003 | ф  | Зрада                            | Betrayal                      | режисер, продюсер            |
| 2003 | ф  | Вкрасти Кенді                    | Stealing Candy                | режисер, продюсер, сценарист |
| 2003 | ф  | Біла гарячка                     | White Rush                    | режисер, продюсер            |
| 2005 | ф  | Птеродактиль                     | Pterodactyl                   | режисер, продюсер            |
| 2006 | ф  | Страшний суд                     | Day of Wrath                  | продюсер                     |
| 2007 | тф | Загублена колонія                | Wraiths of Roanoke            | продюсер                     |
| 2008 | тф | Йеті: Прокляття снігового демона | Yeti: Curse of the Snow Demon | продюсер, сценарист          |
| 2009 | ф  | Красуня і чудовисько             | Beauty and the Beast          | продюсер                     |
| 2010 | ф  | Фанатка                          | Groupie                       | режисер, продюсер            |
| 2011 | тф | Синдбад і Мінотавр               | Sinbad and the Minotaur       | продюсер                     |
| 2011 | тф | Легенда про Джабберуоке          | Jabberwock                    | продюсер                     |
| 2011 | тф | Піщані акули                     | Sand Sharks                   | продюсер                     |
| 2012 | тф | Драконові оси                    | Dragon Wasps                  | продюсер                     |
| 2013 | ф  | Атака Юрського періоду           | Jurassic Attack               | продюсер                     |
| 2013 | ф  | Посейдон Рекс                    | Poseidon Rex                  | режисер, продюсер            |
| 2014 | ф  | Дракони Камелоту                 | Dragons of Camelot            | режисер, продюсер            |
| 2015 | ф  | Токсин                           | Toxin                         | продюсер                     |
| 2015 | ф  | Сини отця                        | Sons of the Father            | режисер, продюсер            |